# Estação Artigas
A Estação Artigas é uma das estações do Metrô de Caracas, situada no município de Libertador, entre a Estação Maternidad e a Estação La Paz. Administrada pela C. A. Metro de Caracas, faz parte da Linha 2.
Foi inaugurada em 6 de novembro de 1988. Localiza-se no cruzamento da Avenida San Martín com a Avenida Simón Bolívar com a Avenida 2. Atende as paróquias de El Paraíso e de San Juan.